# Im Busch (Radevormwald)
Im Busch ist eine Hofschaft in Radevormwald im Oberbergischen Kreis im nordrhein-westfälischen Regierungsbezirk Köln in Deutschland.

## Lage und Beschreibung

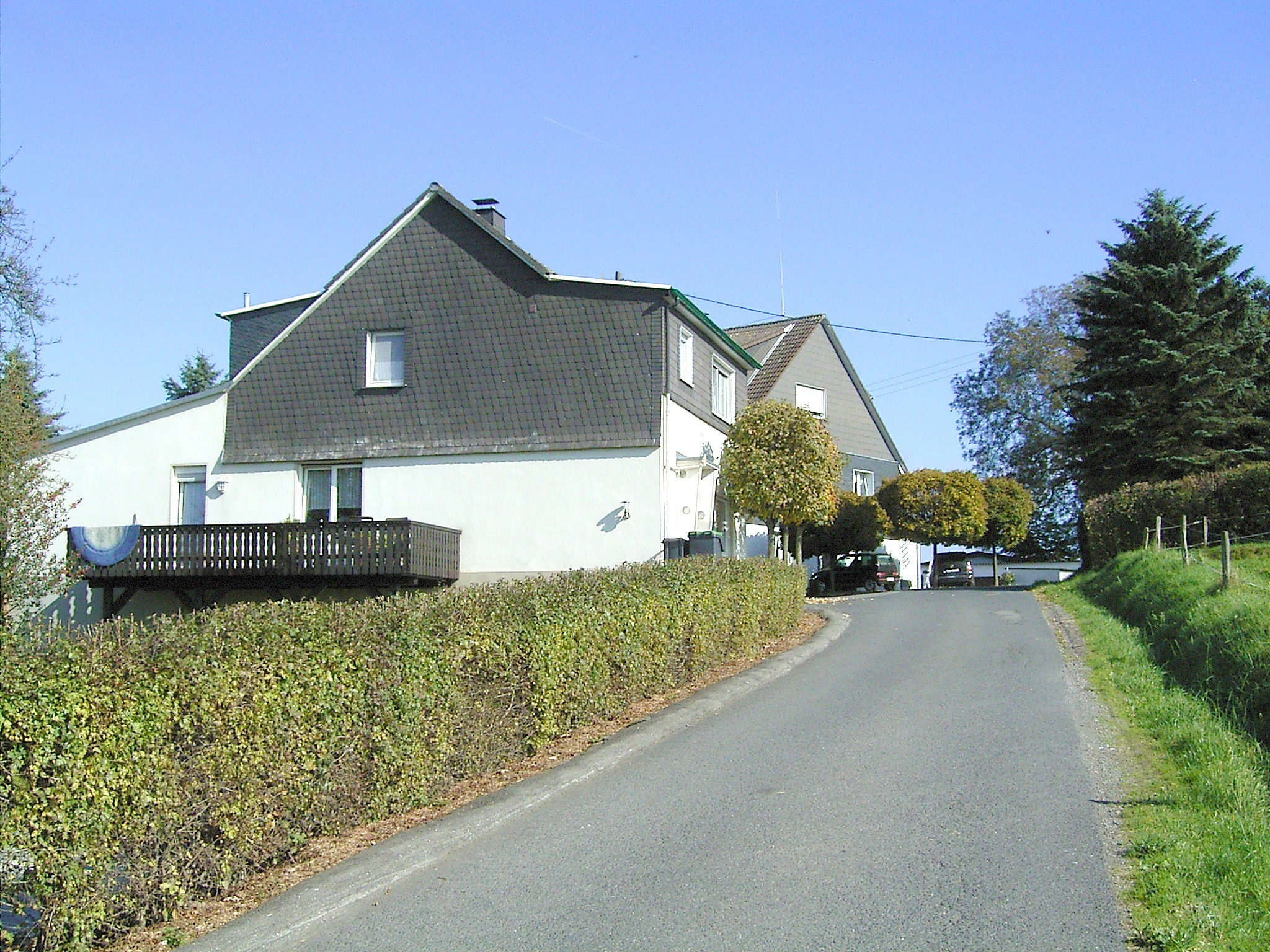
Ortseingang

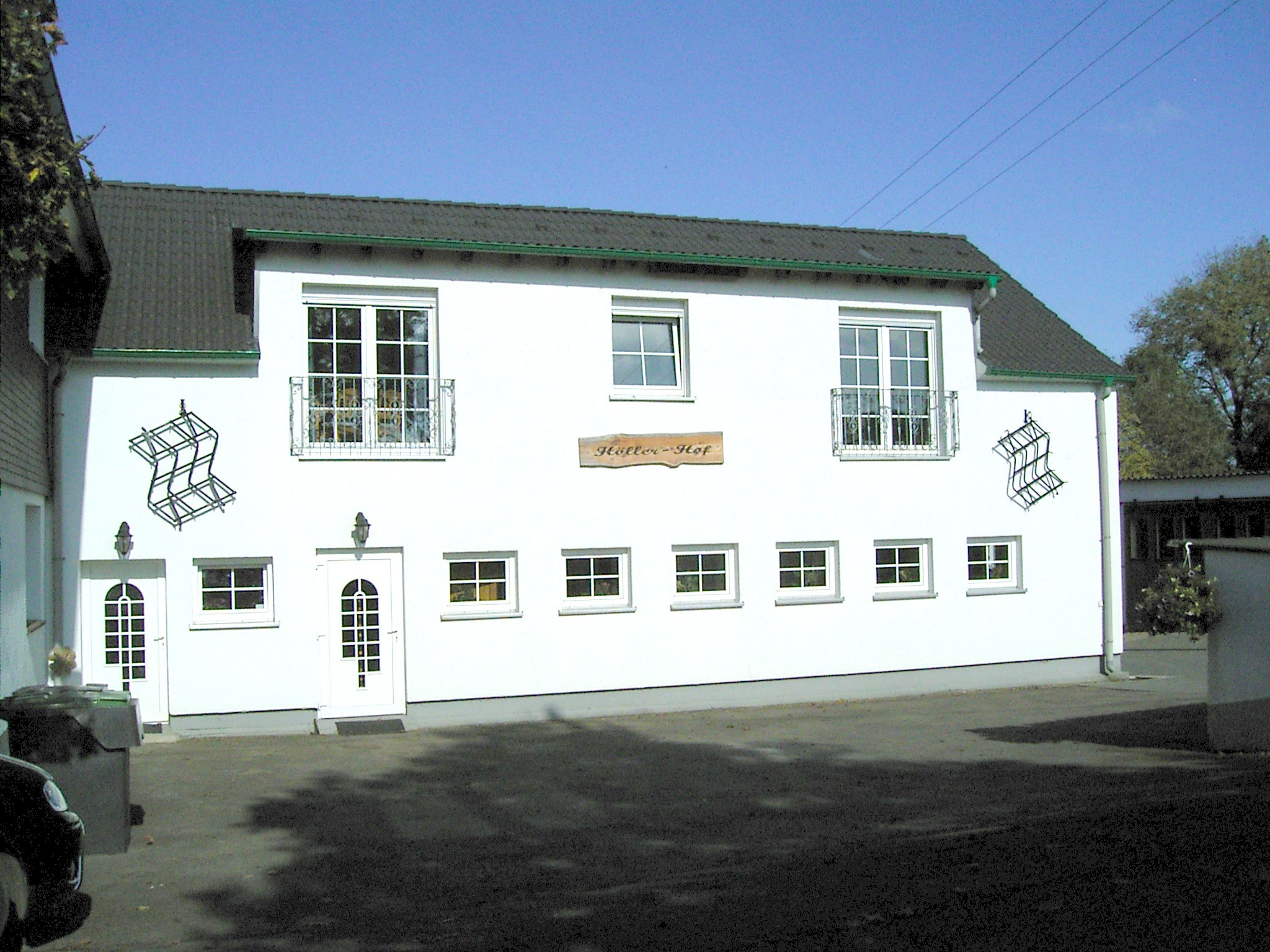
Ein Hof im Ort

Im Busch liegt im Osten von Radevormwald in der Nähe der Stadtgrenze zu Halver. Die Nachbarorte heißen Finkensiepen, Neuenhaus, Waar, Siepen, Reithof und Hinüber.
Der Ort ist über die Kreisstraße 10 zu erreichen. In der Höhe von Winklenburg zweigt eine Zufahrtsstraße zur Ortschaft ab, die zuvor noch Neuenhaus durchquert. Im Busch liegt in einem Gebiet, in dem mehrere Quellbäche des Borbachs entspringen.

## Geschichte
1512 wurde der Ort das erste Mal urkundlich erwähnt und zwar "Kirchenrechnungen." Die Schreibweise der Erstnennung war Buyssche.

## Politik und Gesellschaft
Im Busch gehört zum Radevormwalder Wahlbezirk 180 und zum Stimmbezirk 182.